# Jernbaneulykken Andria-Corato
Jernbaneulykken Andria-Corato indtraf 12. juli 2016 omkring kl 11:30. da to persontog kolliderede frontalt på en enkeltsporet delstrækning på jernbanen mellem Corato og Andria nær Bari i Apulien. Banestykket var angiveligt under ombygning til dobbeltspor. Sikring af togenes kørsel mellem stationerne angives at skulle ske telefonisk ved af- og tilbagemelding - stationsbestyrerne aftaler pr. telefon hvem der må afsende tog; der findes så ikke teknisk sikring mod at tog afsendes mod hinanden.
Mindst 27 personer mistede livet ved kollisionen og mere end 50 blev kvæstet.
Togene, to togsæt med hver fire vogne, tilhørte det private selskab Ferrotramviaria, der driver tog- og bustrafik omkring Bari.
Togsættene var et Stadler FLIRT og et Alstom ELT 200 (Coradia).
Ulykken skal bl.a. undersøges af den italienske jernbanehavarikommission Agenzia Nazionale per la Sicurezza delle Ferrovie - ANSF Arkiveret 13. november 2011 hos  Wayback Machine